# Finkenberg
Finkenberg é um município da Áustria, situado no distrito de Schwaz, no estado do Tirol. Tem 171,53 km² de área e sua população em 2019 foi estimada em 1.412 habitantes.